# 쿠퍼 (스코틀랜드)

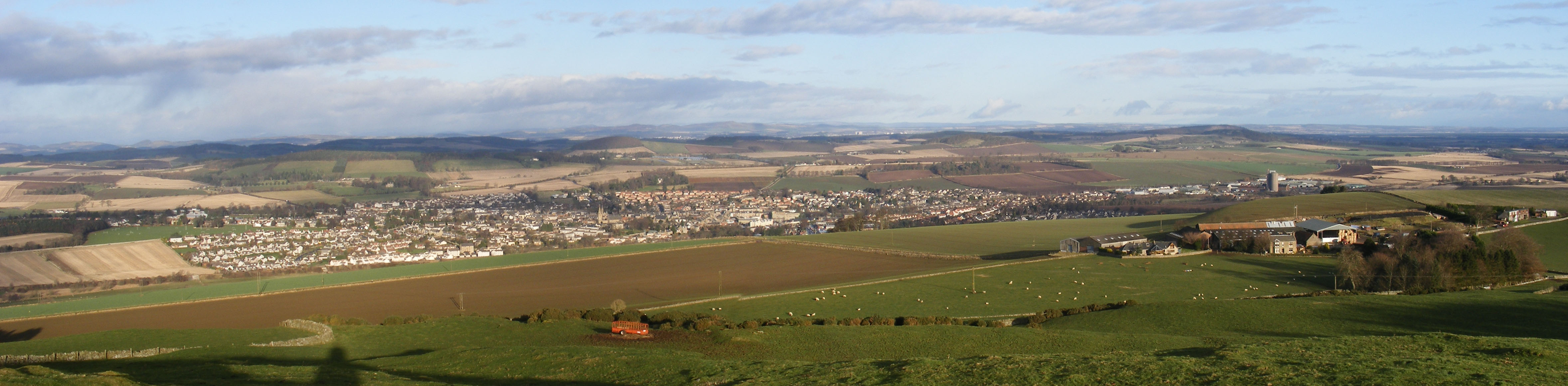
쿠퍼

쿠퍼(영어: Cupar, 스코틀랜드 게일어: Cùbar)는 스코틀랜드 파이프의 도시로 인구는 9,200명(2011년 기준)이다. 던디와 글렌로티스 사이에 위치한다.